# Othniomyia tylopelta
Othniomyia tylopelta är en tvåvingeart som beskrevs av Hesse 1938. Othniomyia tylopelta ingår i släktet Othniomyia och familjen svävflugor. Inga underarter finns listade i Catalogue of Life.